# Salvatore Musmeci
Salvatore Musmeci (Milano, 7 agosto 1911 – 1969) è stato un calciatore e allenatore di calcio italiano, di ruolo centrocampista, allenatore e giornalista.

## Carriera
Giocò in Serie A con la Lucchese Libertas. Vinse anche due campionati di B.

## Giornalista
Firmandosi con lo pseudonimo "Musa", inizio a collaborare nel 1930 al settimanale milanese "L'Eco degli Sports" a cui seguirono "Lo Schemo Sportivo" e "Il Corriere del Calcio". Nel dopoguerra fondò nell'agosto 1945 a Milano con Dino Evi (ex portiere della Rivoltana 1928-1929 e del Fanfulla 1930-1931) il settimanale calcistico "Lo stadio", settimanale che fu attivo fino all'agosto 1949 pubblicando cronache dalla Promozione alla Seconda Divisione provinciale.
Chiuso "Lo stadio" per gravi problemi finanziari, confluì nel 1950, dopo essere stato ospitato per una stagione dalla Gazzetta dello Sport con il suo collaudato gruppo di cronisti, nella appena inaugurata redazione sportiva del "Paese Sportivo" di Torino, giornale che ebbe vita breve. Raccolti altri finanziamenti inaugurò nel settembre 1952 il settimanale "Lo Stadio Lombardo", giornale che durante la stagione sportiva 1953-1954 cambiò nome in "La settimana sportiva". Quest'ultimo rimase in vita fino alla fine della stagione 1960-1961. Dopo una sosta di due stagioni tornò nelle edicole con il settimanale "Il dilettante". In suo ricordo a Meda, città in cui lui fu allenatore-giocatore, si è svolto per molto tempo un torneo di calcio post-campionato.

## Palmarès

### Giocatore

#### Competizioni nazionali
- Serie B: 2

Bari: 1934-1935
Lucchese: 1935-1936